# George Motola
George Motola (* 15. November 1919 in Hartford; † 15. Februar 1991) war ein amerikanischer Musikproduzent, Songwriter und Toningenieur.
Nach seiner Kindheit und Jugend in Hartford ging der Sohn einer italienischen Einwandererfamilie Mitte der 1950er Jahre nach Los Angeles, wo er als Produzent für Modern Records arbeitete. Dort betreute er R&B-Künstler wie Jesse Belvin, Young Jessie und Jimmy Beasley. Dabei war seine erfolgreichste Komposition Goodnight My Love (Pleasant Dreams), die er zusammen mit Jesse Belvin komponierte. Letzterer verkaufte seine Co-Autorencredits an den anwesenden Songwriter John Marascalco. Der Titel wurde ein Hit und ein Standard der amerikanischen Popmusik.
Für sein eigenes Label Tender Records formierte er aus Belvin, Frankie Ervin und Johnny Guitar Watson eine Band namens The Shields, deren Slades-Cover You Cheated beim national agierenden Vertreiber Dot Records zu einem Chart-Hit wurde. Eine weitere Aufnahme für Tender war 1960 Kid Thomas’ Rockin’ this Joint Tonight.
Motola war ein profilierter Songwriter, die BMI führt 121 seiner Titel, darunter Shattered Dreams des Johnny Burnette Trios, mit Leiber & Stoller Here Comes Henry von Young Jessie, Ernie Fields’ Annie’s Back und Sanford Clarks Lou Be Do. Die meisten Kollaborationen schuf er mit seiner Frau Rickie Page, darunter Eddie Cochrans Jeannie, Jeannie, Jeannie. Seine Frau benannte außerdem ihre Girl-Group The Georgettes nach ihrem Mann.
Motola starb 1991. Bei seiner Seebestattung sang Gretchen Christopher von den Fleetwoods seinen größten Hit Goodnight My Love.